# Catherine Beaugrand

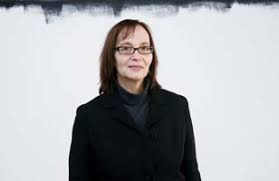
Catherine Beaugrand

Catherine Beaugrand (* 1953 in Mazingarbe, Département Pas-de-Calais) ist eine französische Installationskünstlerin und Bildhauerin.

## Leben und Werk
Beaugrand studierte Ingenieurwissenschaften und machte eine psychiatrische Ausbildung. Seit 1976 ist sie Professorin an der École nationale supérieure des beaux-arts de Lyon.

„In ihren ersten Werken, die zu Beginn der achtziger Jahre entstehen, kombiniert Catherine Beaugrand Modelle, Abziehbilder und Zeichnungen, um den Spielraum der Repräsentationsstruktur auf logische Weise auszuloten. Kulturelle Überschneidungen und formale Kombinationen kennzeichnen auch ihre späteren Arbeiten.“

„Es geht mir um eine Untersuchung der Welt des Konsums als Welt der Spezialgebiete und der thematischen Gebundenheit–von den Weltausstellungen bis zu den Vergnügungsparks–, die vorgibt, die ganze Welt zu erhalten, selbst den Mond und den Weltraum.“

Die Skulptur Frontierland entstand im Rahmen des Kunstprojekts „Hier, Da und Dort“ zur Landesgartenschau 2000 in Singen.

## Ausstellungen (Auswahl)
- 1986: Prospect ’86, Schirn Kunsthalle Frankfurt, Frankfurt am Main
- 1989: Einzelausstellung Catherine Beaugrand im MoMA PS1 in New York
- 1992: documenta IX, Kassel
- 1995: 3. Biennale d’art contemporain, Lyon
- 1998–2000: Le Projekt Holbein
- 2001: Oh cet écho! (Duchampiana) 2 Musée d’art moderne et contemporain, Genf[3]